# Stephanie af Hohenzollern-Sigmaringen
Stephanie af Hohenzollern-Sigmaringen (Stephanie Josepha Friederike Wilhelmine Antonia; portugisisk: Estefânia; 15. juli 1837, Sigmaringen – 17. juli 1859, Lissabon) var en tysk prinsesse af Fyrstendømmet Hohenzollern-Sigmaringen, der var dronning af Portugal fra 1858 til 1859 som ægtefælle til kong Peter 5. af Portugal. 
Hun var datter af Fyrst Karl Anton af Hohenzollern-Sigmaringen og prinsesse Josephine af Baden. I 1858 blev hun gift med kong Peter 5. af Portugal men døde allerede året efter som følge af difteri.
Hun var søster til kong Carol 1. af Rumænien.